# Райка червоноока
Райка червоноока (Agalychnis callidryas) — вид земноводних з роду яскравоока райка родини райкові.

## Опис
Загальна довжина досягає 5—7,7 см. Спостерігається статевий диморфізм: самиці більші за самців. Голова трохи сплощена. Очі витрішкуваті з вертикальними зіницями. Морда витягнута. Тулуб стрункий. шкіра доволі гладенька, містить отруйні речовини. Кінцівки доволі довгі. Забарвлення спини коливається від світло- до темно-зеленого кольору. Його боки є темно-сині, фіолетові або коричневий з розмитими вертикальними смужечками жовтого або кремового забарвлення. Кінцівки сині чи помаранчеві. Черево має білий колір.

## Спосіб життя
Полюбляє лісисту місцину. Зустрічається біля води та на деревах на висоті до 1250 м над рівнем моря. Здатна здійснювати дуже довгі стрибки. Активна вночі. Живиться переважно літаючими комахами, дрібними земноводними.
Статева зрілість настає у 2 роки. Парування й розмноження відбувається у воді. Самиця відкладає до 40 яєць зеленого кольору, прикріплюючи їх до листя. Пуголовки з'являються через 4—8 діб. Метаморфоз триває 80 днів.

## Розповсюдження
Мешкає на півдні Мексики і в Центральній Америці, а також інколи на півночі Колумбії.